# Cheikh El Hasnaoui
Pour les articles homonymes, voir Hasnaoui.
Cheikh El Hasnaoui (en kabyle: Ccix Lḥasnawi, en tifinagh: ⵛⵛⵉⵅ ⵍⵃⴰⵙⵏⴰⵡⵉ, en arabe: الشيخ الحسناوي, de son vrai nom Mohamed Khelouat, en kabyle: Muhend Xelwat), né le 23 juillet 1910 à Taâzibt-Ihesnawen, commune de Tizi Ouzou, Kabylie (Algérie) et mort le 6 juillet 2002 à Saint Pierre de la Réunion en France, est un chanteur, musicien et auteur-compositeur-interprète kabyle.
Son nom d'emprunt se réfère à sa région natale de l'Âarch des Ihesnawen (Iḥesnawen de la commune de Tizi Ouzou) où il naît. Hasnaoui étant la version arabisée. Avec l'Hadj El Anka, et Slimane Azem, il est l'un des piliers qui influencera la chanson kabyle, et notamment Matoub Lounes ou Aït Menguellet.

## Biographie
Cheikh El Hasnaoui naît le 23 juillet 1910 dans le village de Taâzibt-Ihesnawen relevant de la commune de Tizi-ouzou, dans la région de Kabylie. Selon certaines sources, il serait né sous le nom de Si Moh N Amar Ou Moh (Si Muḥ n Aɛmar u Muḥ en kabyle), mais aurait pris l'identité de "Mohamed Khelouat", démarche courante durant l'époque coloniale notamment avec les bureaux arabes,.
Orphelin de mère à deux ans, Mohamed Khelouat est élevé par sa famille. L'enfant grandit dans le climat de la culture des Zaouias où il fréquente le Timaâmrin, où il apprend le Coran et la langue arabe, dont il utilisera plus tard la graphie pour la transcription de ses chansons. Il quitte son village natal vers 1930 pour la capitale Alger où il est embauché dans un travail de nuit sur les quais. Il habite alors rue Mogador à la Casbah d'Alger et fait même partie de l'orchestre de Hadj M'hamed El Anka.
En 1937, à l'orée de la Seconde Guerre mondiale, El Hasnaoui quitte l'Algérie pour la France, où il s’installera à Paris, dans le 15e arrondissement. La légende prétend qu'il quitta le pays par… dépit amoureux. Follement épris d’une prénommée Fadhma, omniprésente dans ses « œuvres », il se serait vu refuser la main de la belle parce qu’il était pauvre et sans situation stable,. Pour le regretté chanteur Lounès Khaloui qui a eu beaucoup échangé avec Cheikh El Hasnaoui jusqu'à la mort de ce dernier, cette histoire d'amour, dont on donne même, presqu'avec certitude, le prénom de la fée, Fadhma en référence à l'une des chansons fétiches du maître, ne tient pas du tout la route. Ce serait plutôt la vie très difficile qu'a menée El Hasnaoui depuis sa naissance qui l'aurait traumatisé à vie. L'orphelinat, la faim, l'humiliation, etc. qu'avait essuyée Cheikh El Hasnaoui durant son enfance, l'ont marqué à vie. Le fait qu'il ait beaucoup chanté l'amour n'est donc qu'une sorte de fuite. Rêver de choses impossibles, mais belles, pour fuir une réalité des plus atroces et des plus insupportables... Il prend donc le large et, à l’instar de pas mal de ses collègues, entame sa carrière artistique dans les cafés maghrébins parisiens, transformés chaque samedi soir et dimanche matin en salles de spectacles Chaâbi. Il ne tarde pas à se lier d’amitié avec certaines grandes figures de la scène artistique et de la chanson algérienne installées en France dont Mohamed Iguerbouchène, Kaddour Cherchalli, Dahmane El Harrachi, etc. En 1946, El Hasnaoui enregistre chez Odéon des morceaux révélateurs de l’état d’esprit de l’immigration d’alors : Yemma, Yemma (mère, donne-moi ta bénédiction), Ijah Errayis (la vie dissolue) et Ayatwakal Aberkane (vibrant hommage à la terre natale).
La seconde thématique de l'œuvre d'El Hasnaoui, contrairement à celle de la légende de l'amoureux éconduit, est vrai et inspiré à 100% de sa propre expérience. Il s'agit de celui de l'exil. Là, il n'y a l'ombre d'aucun doute. El Hasnaoui a chanté ses propres tourments d'homme exilé et privé de sa terre natale qui ne l'a pourtant jamais quitté dans son cœur et son esprit. Tout ce qu'a chanté El Hasnaoui sur Tamurt (le terre natale), il l'a senti et est sorti de son tréfonds. Toute cette affliction et les déboires d'exilé, on les retrouve dans des chansons mythiques comme la célèbre et immortelle La Maison Blanche, Ad Ruhegh, Aqlagh Nesbek, Ya Noudjoum Elil... La spécificité d'El Hasnaoui réside aussi dans le fait qu'il a chanté dans les deux langues, amazigh et arabe. Ses chansons sont d'une durée très courte, détail inédit dans la chanson algérienne et kabyle plus particulièrement. El Hasnaoui a été aussi le premier à avoir abordé des thèmes extrêmement tabous dans ses chansons dans le volet sentimental.
De 1939 jusqu'au début des années 1950, avant le déclenchement de la Guerre d'Algérie, il produit l'essentiel de son répertoire composé de 29 chansons kabyles et de 17 en arabe algérien. En 1968, il enregistre ses dernières chansons : Cheïkh Amokrane, Haïla hop, Mrebḥa, Ya Noudjoum Ellil et Rod Balek.
En 1968, lassé par le manque de reconnaissance, il quitte définitivement la scène musicale. Il vit d’abord à Nice, d’une petite retraite, complètement isolé et refusant toute visite, avant de s’installer pour les douze dernières années de sa vie à Saint-Pierre (La Réunion), où il meurt le 6 juillet 2002. Il est inhumé au cimetière paysager (CP 08) aux côtés de son épouse (Denise Khelouat, née Denis). Sa tombe se trouve derrière le columbarium, entre la rue Luc Lorion et la rue Caumont, à côté du cimetière musulman,.
Redécouvert dans les années 70 par les intellectuels kabyles, il est depuis diffusé régulièrement sur les ondes de Alger Chaîne 2; De Lounès Matoub à Lounis Ait Menguellet ou plus tard Kamel Messaoudi, Abdelmadjid Meskoud, Hamidou[Qui ?], DuOudet et bien d'autres s'inspirent ou évoquent l'œuvre musicale de Cheikh El Hasnaoui, en remettant à l’honneur quelques-uns de ses succès.

## Discographie
- La Maison Blanche
- A Tiqbayliyin
- Ma Tebghiḍ-Iyi (Fadhma)
- A M-Ddḥuḥ
- Sani, Sani
- Bu-Utabani
- Ma Tbghiḍ Ad Nruḥ
- Rwaḥ, Rwaḥ
- A Lkas N Lkas
- Ay At Wakal Aberkan
- Ad Ruḥegh
- A Yemma Yemma
- Bu-le'yun Tiberkanin
- Aqlagh Nesbek
- Truḥeḍ Tegiḍ-iyi
- Ruḥ Ay Aḥbib-iw
- Int'as M'ad D-Yas
- Acu-T Wagi
- Tenghiḍ-Iyi
- Lgherba Tuɛer
- A Rebbi lmeɛbud
- Agad Rebbi
- Chikh Ameqran
- Am Wassa Ad Tekfu lgherba
- Ayen Ur D-Yusi
- Ma D Medden Akk Usan-D
- Mrebḥa

- Ya Njoum Ellil
- Ana El Mamhoun
- Ya Mah'la Ellil Wenjoum
- A'tini 'Echqa
- Choufou Choufou
- Madjinitiche Wa'lache
- Zahia
- Rud balek
- Adjini
- Sahran Ellil
- Bnat Sohba
- Heila Hop
- Habib Kalbi N'karni
- L'Mamhoun
- Ya Mahla Ellil